# Poeciliopsis elongata
Poeciliopsis elongata, tên thông thường là elongate toothcarp, là một loài cá nước ngọt thuộc chi Poeciliopsis trong họ Cá khổng tước. Loài này được mô tả lần đầu tiên vào năm 1866.

## Từ nguyên
Từ elongata nghĩa là "dài", có lẽ ám chỉ thân hình mảnh mai của loài cá này.

## Phân bố và môi trường sống
P. elongata có phạm vi phân bố ở Trung Mỹ. P. elongata có mặt từ Costa Rica đến Panama. Chúng bơi thành từng nhóm ở khu vực cửa sông, trong vùng nước của những khu rừng ngập mặn, và cũng xuất hiện ở vùng chảo muối. Loài này thường được tìm thấy ở các vùng nước đục và sâu không quá 2 m. P. elongata chịu được môi trường siêu kiềm, nước lợ và nước ngọt.
Môi trường sống của P. elongata đang bị suy giảm do sự phát triển ở khu vực ven biển. Người ta ước tính, ít nhất 28% diện tích rừng ngập mặn đã biến mất trong phạm vi phân bố của loài này trong vòng 15 đến 20 năm qua. Vì thế, P. elongata được xếp vào Loài sắp bị đe dọa.

## Mô tả
P. elongata có chiều dài cơ thể lớn nhất được ghi nhận là 13 cm. P. elongata ăn các vụn hữu cơ, động vật phù du và côn trùng.